# Габриэлле Посаннер
Габриэле Посаннер (нем. Gabriele Possanner; 27 января 1860, Пешт, Австро-Венгрия — 14 марта 1940, Вена, Третий Рейх) — австрийский врач, первая женщина, которая практиковала медицину в Австрии.

## Биография
Габриэле была дочерью австрийского юриста Бенжамина Посаннера, который в связи с работой много путешествовал, поэтому до того, как ей исполнилось 20 лет она успела пожить в восьми разных городах. В октябре 1880 года он был назначен на должность в Имперскую сокровищницу в Вене, а семья окончательно осела в этом городе.
Впоследствии Посаннер переехала в Боснию и Герцеговину, где работала общественным врачом, и где мусульманские женщины отказывались показываться врачам-мужчинам. В 1894 году получила диплом медицины в Цюрихском университете, однако лишь в 1897 году, смогла сдать устный экзамен перед Венской комиссией, что помогло ей официально практиковать в столице Австрии. Таким образом, в 1897 году она стала первой женщиной, которая окончила Венский университет с медицинским дипломом. После этого оставалась единственным врачом-женщиной в больницах Австро-Венгерской империи до 1903 года.

## Память
1960 года одна из улиц района Хитцинг, в Вене, была названа в ее честь. В 2004 году, парк в девятом районе Вены стал носить ее имя. В 21-й районе Вены находится Институт междисциплинарных исследований имени Габриэле Посаннер.
В 1997 году была учреждена Государственная премия Габриэлы Посаннер, которая вручается за исследования в области феминизма. Награда вручается каждый второй год Федеральным министерством науки и исследований.